# Vittadinia hispidula
Vittadinia hispidula là một loài thực vật có hoa trong họ Cúc. Loài này được F.Muell. ex A.Gray miêu tả khoa học đầu tiên năm 1861.